# Marquesado de Santa Rosa del Río
El marquesado de Santa Rosa del Río es un título nobiliario español concedido el 11 de agosto de 1864 a Miguel Aldama y Alfonso.
El nombre hace referencia al ingenio de Santa Rosa del Río, en la isla de Cuba, que era propiedad del primer marqués.

## Marqueses de Santa Rosa del Río
|                                     | Titular                                    | Periodo                |
| Creación por Isabel II              | Creación por Isabel II                     | Creación por Isabel II |
| ----------------------------------- | ------------------------------------------ | ---------------------- |
| I                                   | Miguel Aldama y Alfonso                    | 1864-1888              |
| Rehabilitación por Francisco Franco |                                            |                        |
| II                                  | José María de Areílza y Martínez de Rodas  | 1953-1985              |
| Rehabilitación por Juan Carlos I    |                                            |                        |
| III                                 | José Sainz y (Anduaga) Ramírez de Saavedra | 1986-                  |
| IV                                  | Íñigo Sainz y Armada                       | 2006-                  |

## Historia de los marqueses de Santa Rosa del Río
- Miguel de Aldama y Alfonso (La Habana, Cuba, 24 de octubre de 1821 - Ibídem, 15 de marzo de 1888) I marqués de Santa Rosa del Río.
- José María de Areilza y Martínez de Rodas (Portugalete, Vizcaya, 3 de agosto de 1909 - Madrid, 22 de febrero de 1998) II marqués de Santa Rosa del Río.[3]

Contrajo matrimonio con María Mercedes de Churruca y Zubiría, IV condesa de Motrico.
- José Victoriano Sainz y (Anduaga) Ramírez de Saavedra (2 de marzo de 1924-2005) III marqués de Santa Rosa del Río;[4] VI duque de Rivas. Le sucedió su hijo.

Casó en Madrid el 14 de octubre de 1957 con María de la Paz Armada y Comyn.
- Íñigo Sainz y Armada (17 de mayo de 1962) IV marqués de Santa Rosa del Río.[5]